# Lycoriella permutata
Lycoriella permutata är en tvåvingeart som först beskrevs av William Lundbeck 1901.  Lycoriella permutata ingår i släktet Lycoriella och familjen sorgmyggor.
Artens utbredningsområde är Grönland. Inga underarter finns listade i Catalogue of Life.